# Phare de Five Mile Point

Le phare de Five Mile Point (en anglais : Five Mile Point Light), est un phare inactif situé dans le Long Island Sound dans l'entrée du port de New Haven  dans le Comté de New Haven, Connecticut.
Ce phare est inscrit au Registre national des lieux historiques depuis le 1er août 1990 sous le n° 90001108 .

## Historique
Le phare d'origine se composait d'une tour octogonale en bois de 9,1 m construite en 1805 par Abisha Woodward (en). Sa lumière blanche fixe était produite par huit lampes à huile avec des réflecteurs paraboliques de 13 pouces (33 cm), mais elle a été critiquée pour être trop faible. Les quartiers d'un gardien ont été construits en 1805. En 1838, il a été signalé que la tour en bois et la maison du gardien étaient en mauvais état.
En 1847, une nouvelle tour octogonale de 80 pieds (24 m) a été construite par Marcus Bassett en brownstone d'East Haven. Cette nouvelle balise était éclairée par 12 lampes avec des réflecteurs qui étaient positionnés à 97 pieds (30 m) au-dessus du niveau de la mer. Également construite à cette époque, une maison en brique de deux étages et demi a supplanté l'ancienne maison du gardien, qui se détériorait. Une lentille de Fresnel de quatrième ordre a remplacé les lampes en 1855 et une cloche de brouillard a été ajoutée dans les années 1860. Le phare de Five Mile Point a été désactivé en 1877 lorsque le phare de Southwest Ledge a été achevé.

### Statut actuel
En 1896, le phare a été transféré au Département américain de la Guerre et a été amélioré par son locataire nommé Albert Widmann. En 1922, la propriété a été divisée, avec la terre donnée à l'état du Connecticut et les bâtiments à la ville de New Haven. Deux ans plus tard, New Haven a acheté le terrain à et la tour a été rénovée en 1986.
Actuellement, le phare est contenu dans le Lighthouse Point Park (en) et, avec la maison du gardien, a été inscrit au registre national des lieux historiques en 1990

Identifiant : ARLHS : USA-539 .

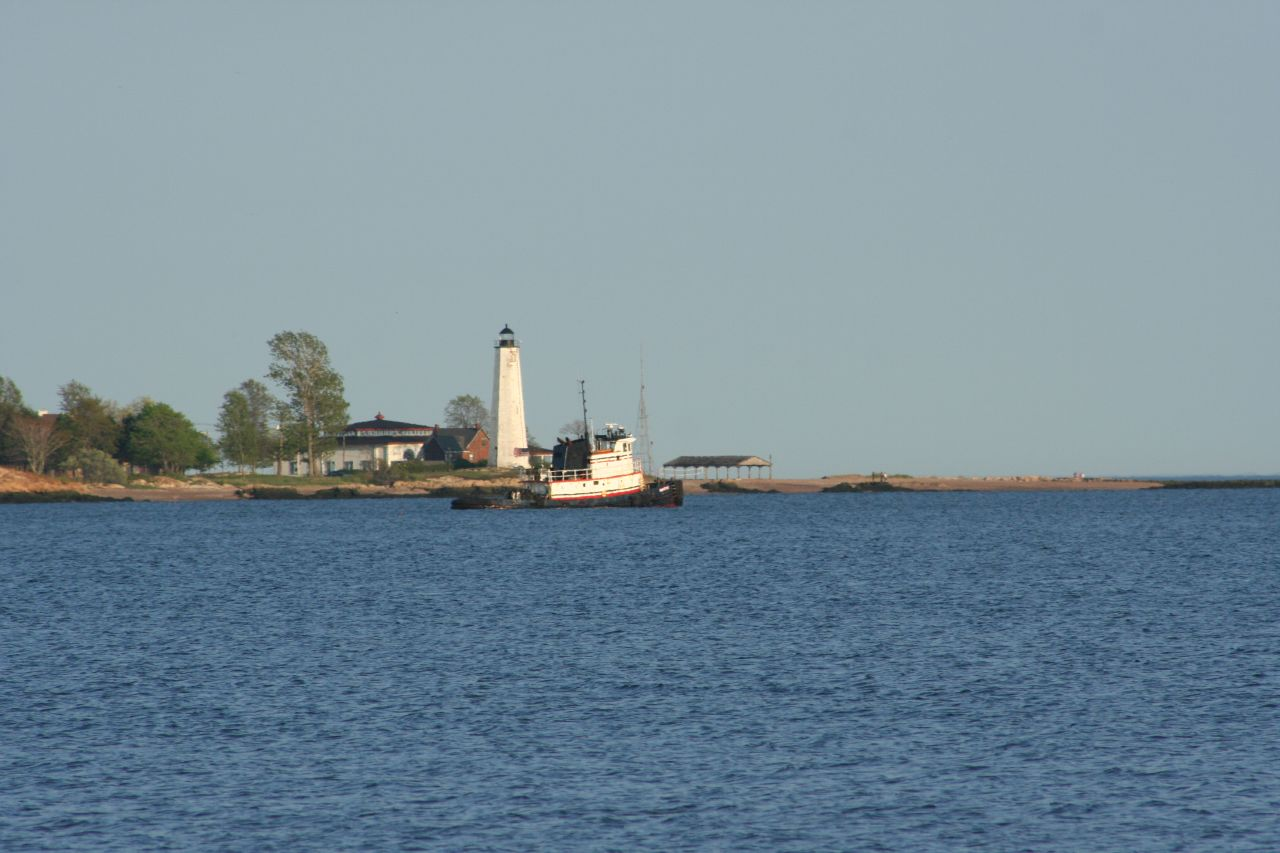
Five Mile Point
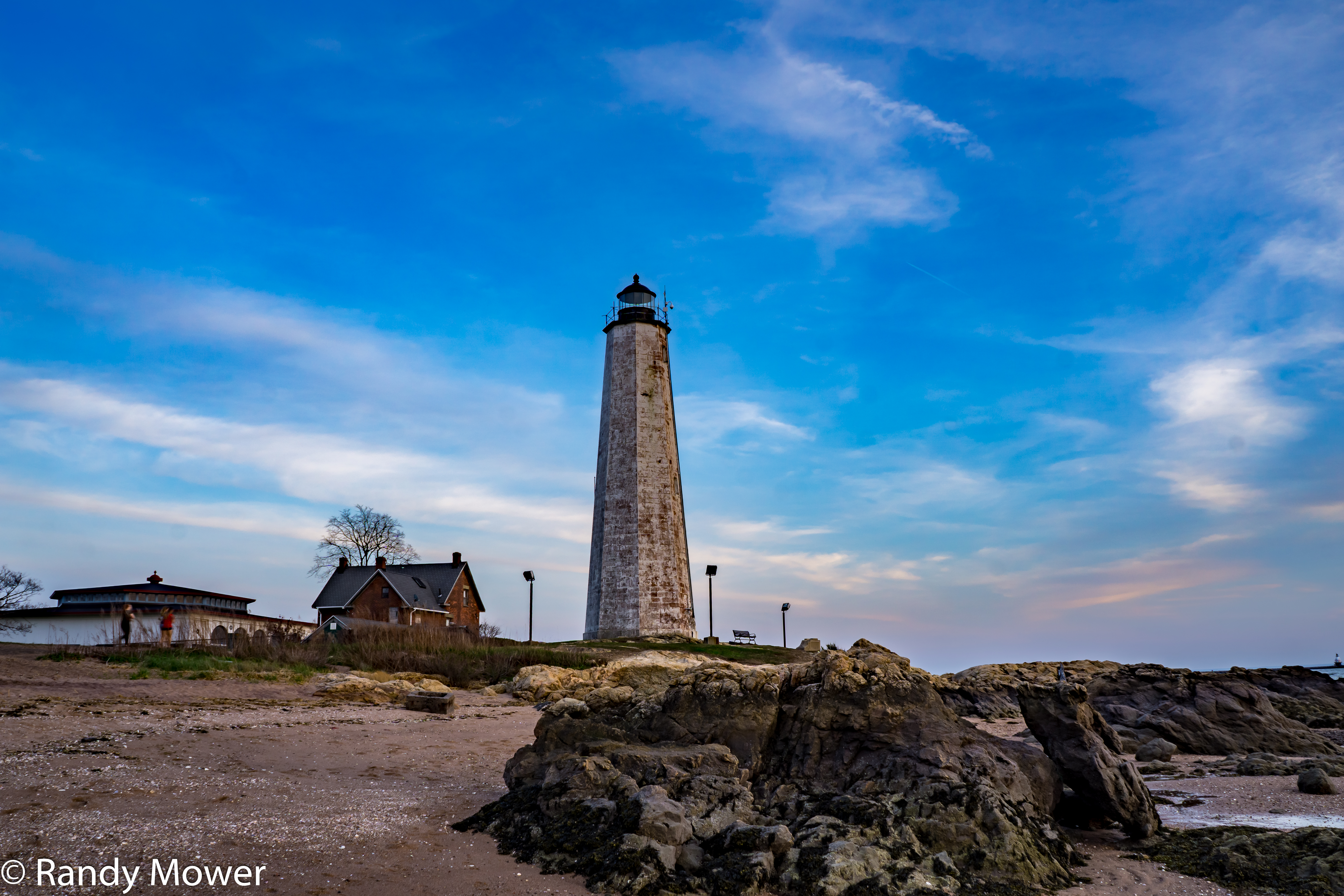
Le phare (2018)
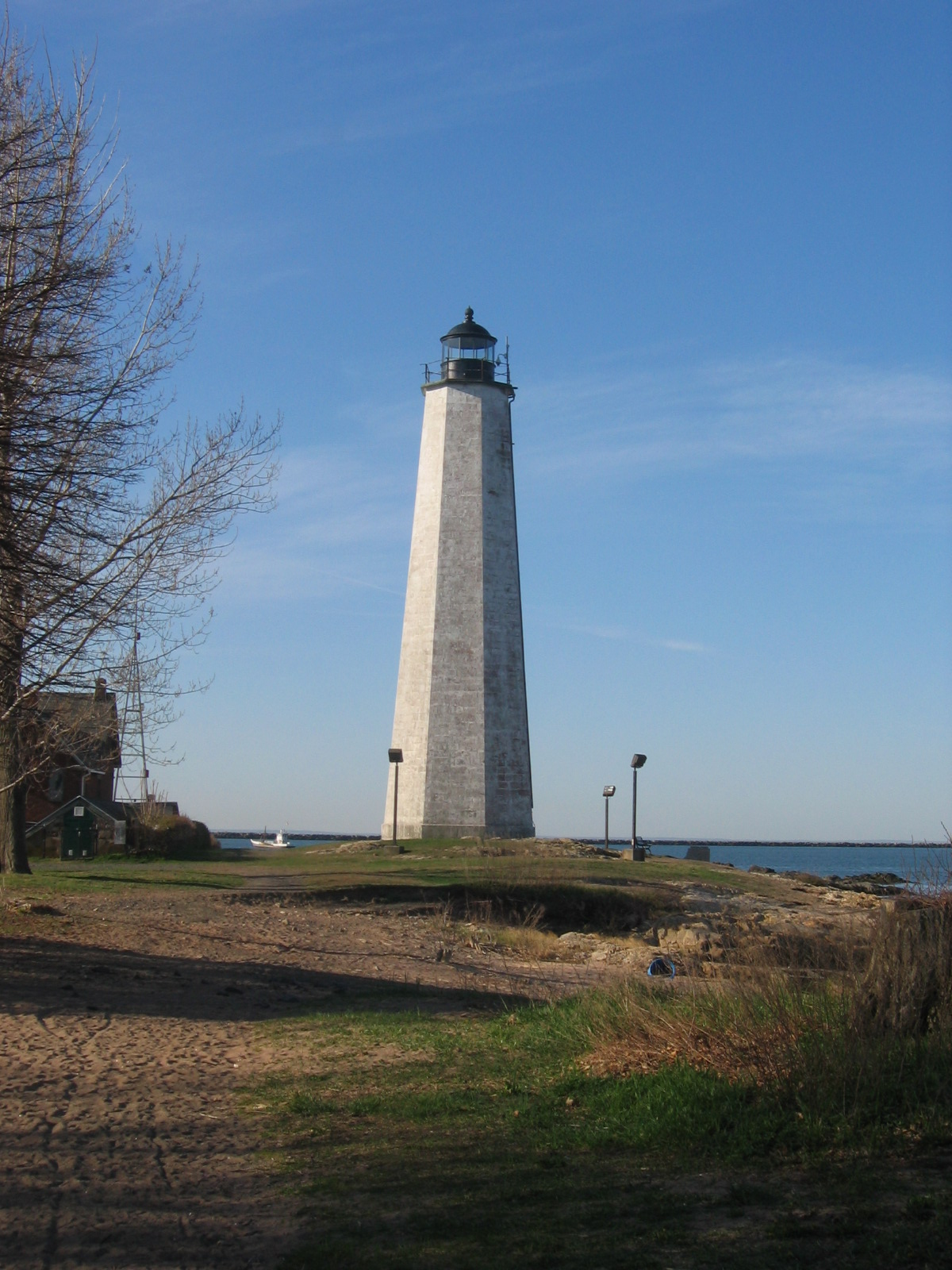
Le phare

### Lien connexe
- Liste des phares du Connecticut